# 이와야역 (효고현)
이와야역(일본어: 岩屋駅, いわやえき)은 일본 효고현 고베시 나다구에 있는 한신 전기철도 본선의 역이다. 역 번호는 HS 30이다. 2011년 3월 15일부터 "효고 현립 미술관 앞"의 부역명이 추가되었다.

## 역사
- 1905년 4월 12일: 한신 본선의 개통과 동시에 영업 개시.
- 1933년 6월 17일: 본 역 이서 구간에 지하로 전환.
- 1938년 7월 5일: 한신 대수해 피해를 입은 본선이 불통이 되고 7월 22일에 니시나다 ~ 산노미야 역 구간 개통 및 8월 16일 본선 복구[2].
- 1945년 3월 16일: 플랫폼 상의 가게가 공습으로 손상됨[3].
- 1968년 4월 7일: 산요 전기철도가 고베 고속 철도 도자이 선을 경유하여 오이시 역까지 직통 운행 개시.
- 1995년
  - 1월 17일: 한신・아와지 대지진으로 인한 한신 본선 운행 중단.
  - 2월 20일: 당역 ~ 산노미야 역 구간 운행 재개에 따라 당역도 영업 재개.
  - 3월 1일: 니시나다 ~ 당역 구간 운행 재개.
- 1998년
  - 2월 15일: 산요 전기철도가 산요 특급 한신 선의 노선 연장을 산노미야 역까지 단축하여 본 역에 정차하는 산요의 열차는 S특급과 보통으로 한정됨.
  - 7월 1일: 아침의 상행에만 급행이 정차하게 됨.
- 1999년 8월 27일: 철도역 종합 개선 사업에 의하여 역 시설 개량 공사 개시. 고베 고속 철도에 역 관련 시설을 양도하게 됨.
- 2001년
  - 3월 10일: 산요 전기철도의 S특급과 보통의 한신 본선의 노선 연장을 산노미야 역까지 단축하여 본 역에 정차하는 산요 영업 열차는 소멸되고 이 날부터 쾌속 급행과 급행이 전 열차가 정차하게 됨.
  - 6월 22일: 상행 승강장(우메다 방면)의 신설로 기존의 1면 2선에서 2면 2선으로 확장됨. 기존의 플랫폼은 하행 전용임.
  - 8월 31일: 역사 개축과 이전에 따라 역 시설 개량 공사 완성.
- 2009년 3월 20일: 쾌속 급행 정차가 해제되면서(동시에 급행도 운행 중지) 모든 우등 열차가 통과하게 됨.
- 2011년 3월 15일: "효고 현립 미술관 앞"의 부역명이 추가됨.
- 2014년 4월 1일: 역 번호 도입.

## 역 구조
이전에는 섬식 승강장 1면 2선의 구조였지만 한신・아와지 대지진 이후 역 남쪽에 재개발 지대인 "HAT고베"가 정비되면서 1999년부터 2001년까지 역사 이전 등의 개량 공사가 실시되었다. 개량 후에는 수로 부분에 방향별 단선 승강장 2면 2선의 구조로 엘리베이터와 에스컬레이터가 설치되어 있었다. 분기기, 절대 신호가 없어 정류장으로 분류된다. 승강장 유효 길이는 19m급의 한신, 산요 전기철도 차량 6량 편성에 대응하는 120m이지만, 21m급의 긴키 닛폰 철도 차량 6량 편성에는 대응되지 않고 고정 울타리는 3도어 차량(한신 열차와 산요 열차)에는 대응하고 있지만 4도어 차량(긴테쓰 열차)은 완전히 어긋나서 비상 대응용이다.
승강장에는 국토교통성의 요청에 의하여 2001년 가을에 고정식 "추락 방지책"이 시범 설치되었지만 2011년 시점에서는 다른 한신 역에 설치되지 않았다. 단, 우메다역에서는 개수 공사 후에 스크린도어를 설치할 결정을 하고 있다.
현행의 개찰구는 서쪽 1개소에 설치되어 있지만 과거에는 동쪽에도 존재하였다. 현행의 하행선 승강장(과거의 섬식 승강장)의 우메다 방향 끝부분에 수로부를 넘고 도로로 이어지는 낡은 계단이 남아 있는 것은 동쪽 출입구의 자취이다. 지상선 시절의 정류소가 동쪽에 있어서 지하화 시에 개찰구도 동쪽에 두었다. 전후의 풍수해 피해로 동쪽을 폐지하고 계단만 남겨두었다. 이 계단은 지상쪽이 막혔을 뿐 오랫동안 방치되었다가, 한신・아와지 대지진 후에 대행 버스가 본 역 발착이었던 기간에는 하차 전용으로 다시 사용되고 있었다.
1999년의 개량 공사 시작 이후에는 울타리가 설치되고 계단에 다가갈 수 없게 되었다.

### 승강장
| 승강장 | 노선   | 방향 | 행선                                         |
| ------ | ------ | ---- | -------------------------------------------- |
| 1      | ■ 본선 | 상행 | 아마가사키・오사카 (우메다)・난바・나라 방면 |
| 2      | ■ 본선 | 하행 | 고베 (산노미야)・아카시・히메지 방면         |

- 실제로는 구내에 상기의 승강장 번호 표기는 없지만, 공식 사이트 내에서는 상행 승강장이 1번, 하행 승강장이 2번 선으로 알려졌다.

## 역 주변
- 시마분 빌딩
  - BB플라자 미술관
- HAT 고베
  - 고베 제강소 본사 - HAT 고베는 동사의 고베 제철소 부지이다.
  - 국제협력기구 효고 국제 센터(JICA효고)
  - WHO 건강 개발 종합 연구센터(WHO 고베 센터 WKC)
  - 효고 현립 미술관
- 미누메 신사
- 나다역 - 서일본여객철도(JR 서일본) 도카이도 본선(JR 고베 선) - 북쪽으로 약 200m.
- 오지코엔 역 - 한큐전철 고베 본선 - 북동쪽으로 약 900m.
- 고베 문학관
- 고베 와키하마 우체국
- 고베 시립 과학기술 고등학교
- 고베 시립 고베 공과 고등학교
- 고베 시립 세이요히가시 양호학교
- 고베 조선 초중급 학교

## 사진

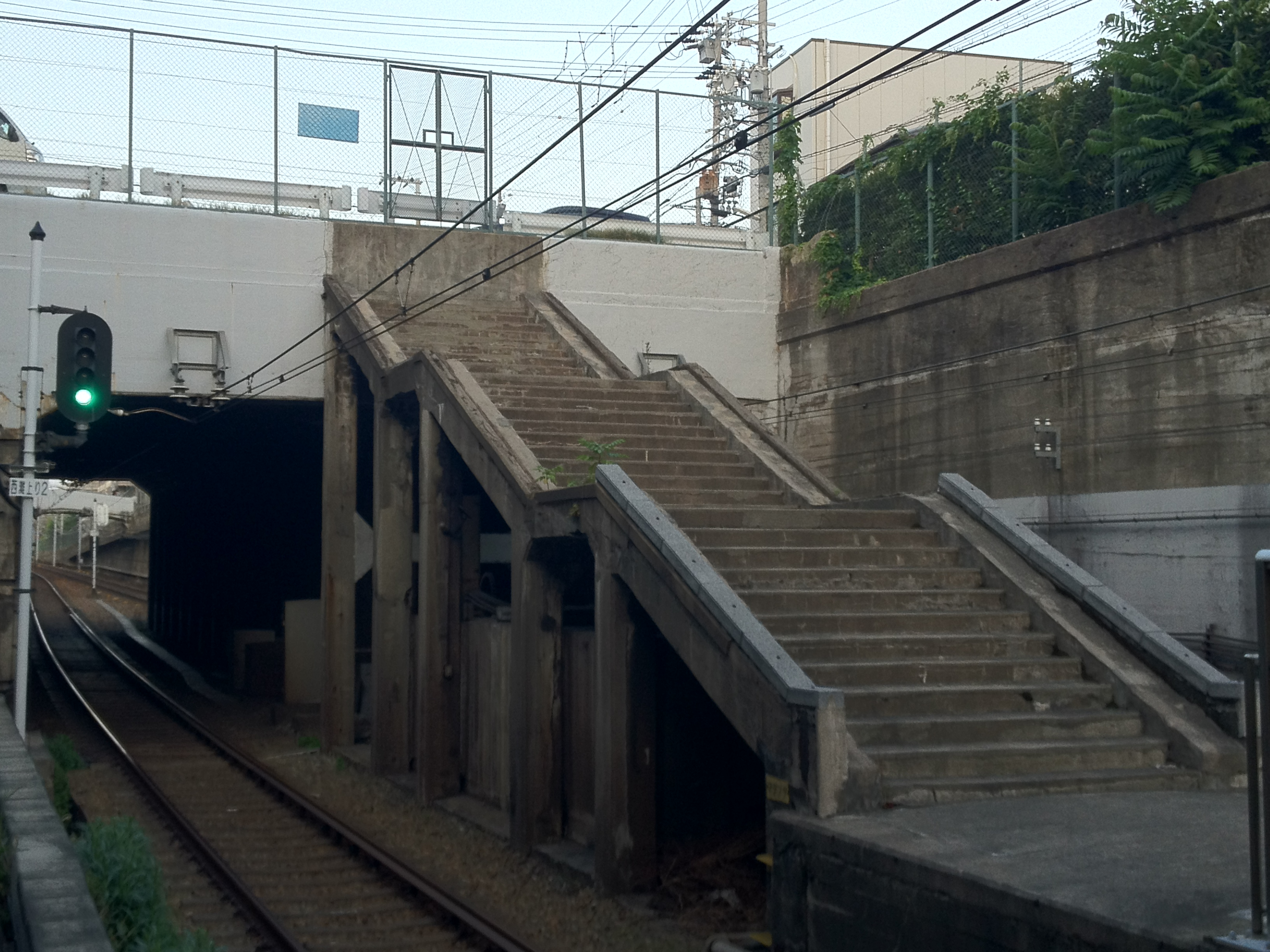
역사 동쪽
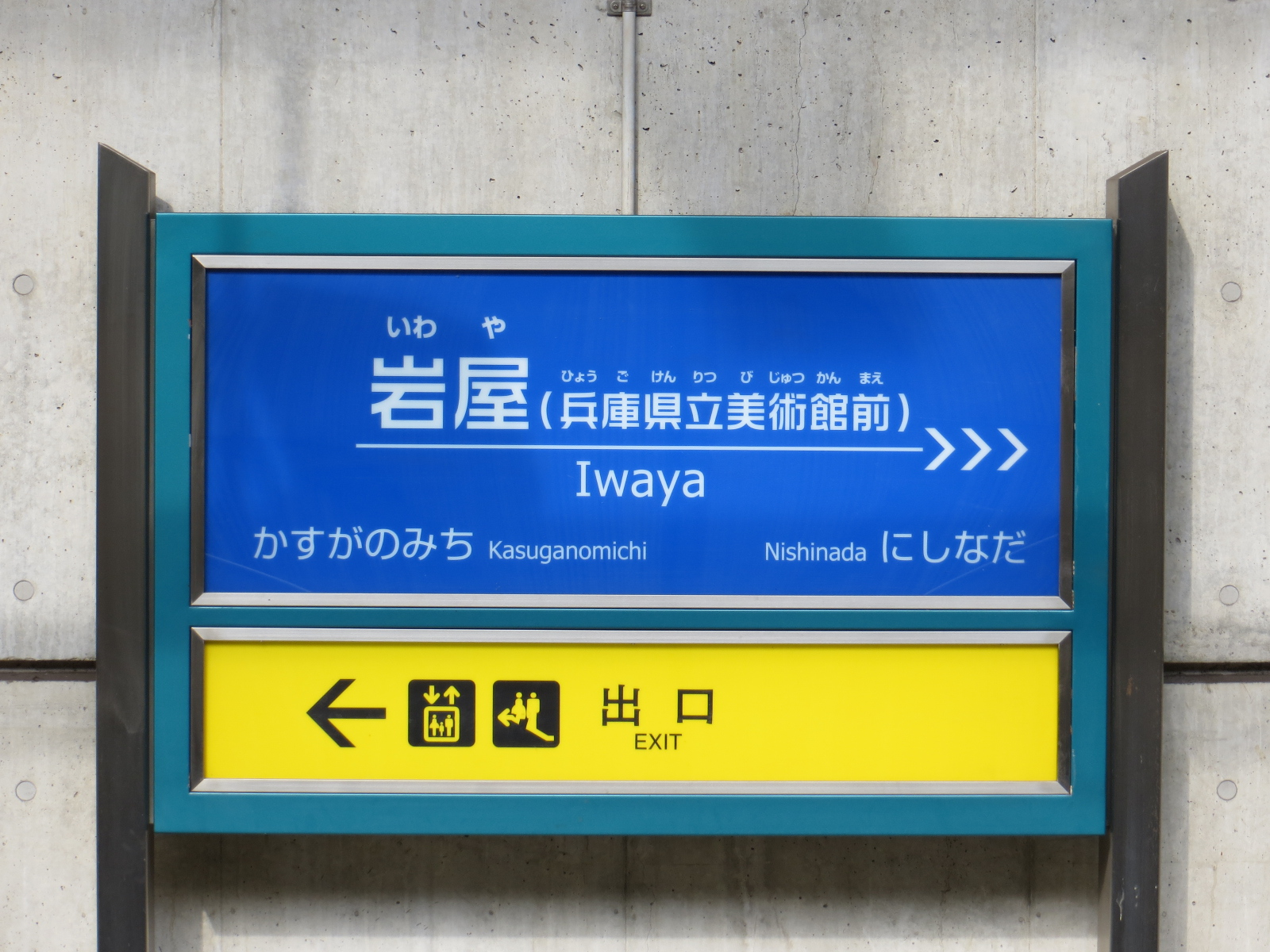
역명판
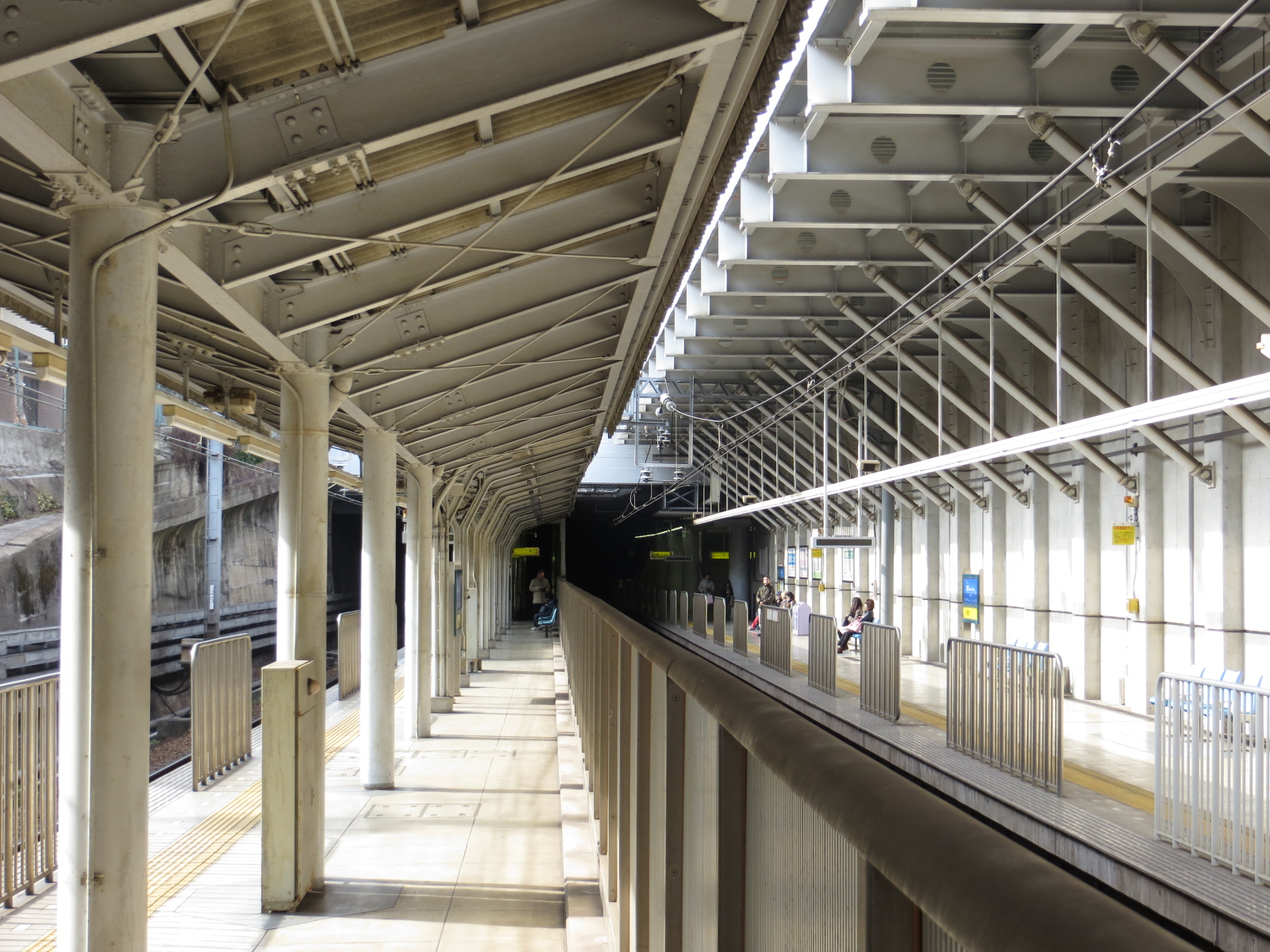
입체화 공사 중의 승강장(2013년)

## 인접역
| 한신 전기철도 ■ 본선       | 한신 전기철도 ■ 본선 | 한신 전기철도 ■ 본선             |
| -------------------------- | -------------------- | -------------------------------- |
| HS 29 니시나다 우메다 방면 | ■ 보통               | 가스가노미치 HS 31 신카이치 방면 |